# گودووو
گودووو (به لاتین: Godovo) یک منطقهٔ مسکونی در جمهوری آفریقای مرکزی است که در N'Délé واقع شده‌است.